# アナンド・サティアナンド
アナンド・サティアナンド（Anand Satyanand，1944年7月22日 - ）は、ニュージーランドの法曹家。19代目ニュージーランド総督。元弁護士、元裁判官、オンブズマン、コモンウェルス基金会長（2013年 - ）。

## 来歴
1944年7月22日にオークランドに誕生する。インドとフィジーの家系を持つ。祖父はインド人で1911年にフィジーへ移住。父はインド系フィジー人で14歳のときに中等教育を受けるためニュージーランドへ移住。その後、医師になる。母はスバ出身の看護師。父と母はオークランドで結婚した。
セイクレッド・ハート・カレッジ卒業後、オタゴ大学で医学を専攻するも中退しオークランド大学へ転学。オークランド大学で法学を専攻。大学卒業後は弁護士、ニュージーランド地方裁判所裁判官を歴任。1995年にオンブズマンに任命され、2006年8月23日より第19代ニュージーランド総督に任命される。同国初となるアジア系総督である。1970年にオーストラリア人女性と結婚し夫妻の間には3子がいる。
第32代ニュージーランド首相を務めたデビッド・ロンギとはオークランド大学法学部の友人でありアルバイト仲間であった。1975年の総選挙ではロンギの選挙活動を支援するもロンギは落選した。
2006年にフィジーで発生したクーデターでは、ライセニア・ガラセフィジー諸島共和国首相（当時）とフランク・バイニマラマ国軍最高司令官（当時）をウェリントンの総督公邸へ招き、事態収拾へ向けた対話の場を設けた（この時のニュージーランド政府側の仲介者はウインストン・ピータース外相（当時））。
2011年7月に胸部感染症を発症しオークランド病院へ入院。数日間の治療と静養を終え公務に復帰。
2011年8月23日に総督任期を満了。退任の挨拶として総督在任中に発生したフィジーでのクーデターに懸念を抱き、ニュージーランドはフィジーの近隣国であり、友好国としてフィジーが直面する状況に友好的に対応すべきと声明を発表した。
2013年1月29日、コモンウェルス基金はサティアナンドを会長に任命したと発表した（任期は2年）。